# Infratek
Infratek ist ein norwegischer Netzdienstleister, der in ganz Skandinavien tätig ist. Er wurde 2007 von dem Energieversorger Hafslund abgespalten. 2008 wurde das Infrastruktur-Geschäft von Fortum übernommen. Seit 2017 gehört das Unternehmen zu Vinci Energies.